# Fortune (wrestling)
The Fortune (o 4tune) è stata una stable di wrestling attiva nella Total Nonstop Action tra il 2010 e il 2011.
Il gruppo era originariamente formato dal leader Ric Flair, AJ Styles, James Storm, Kazarian e Robert Roode; più tardi si aggiunsero anche Christopher Daniels, Douglas Williams e Matt Morgan.

## Nel wrestling

### Mosse finali
Ric Flair
- Figure-four leglock

AJ Styles
- Spiral Tap (Corkscrew somersault into senton bomb)
- Styles Clash (Belly to back inverted mat slam, alcune volte dalla seconda corda)
- Superman (Springboard 450° splash)

Kazarian
- Fade to Black (Kneeling back-to-belly piledriver)
- Flux Capacitor (Rolling moonsault side slam)
- Wave of the Future (Swinging reverse STO)

James Storm
- Last Call (Superkick)

Robert Roode
- Arm trap crossface
- Pay Off (Bridging cradle suplex)

Douglas Williams
- Chaos Theory (Waist lock backwards roll bridging German suplex)

## Titoli e riconoscimenti
- TNA Global/Television Championship (1) - AJ Styles
- TNA World Heavyweight Championship (1) - James Storm
- TNA World Tag Team Championship (1) - James Storm e Robert Roode
- TNA X Division Championship (2) - Douglas Williams (1) e Kazarian (1)
- Bound for Glory Series (2011) - Robert Roode